# Мескатиновы
Мескатиновы (известны также, как Москатиновы и Мескотиновы) — купеческая династия, жившая в Тульской губернии. Меценаты.

## История
Алексей Степанович Мескатинов считается родоначальником купеческой династии. У него был сын Василий Алексеевич, женившийся на Авдотье Артемьевне, и внуки Григорий Васильевич и Иван Васильевич. У Алексея Мескатинова было шесть правнуков: Николай Григорьевич, Василий Григорьевич, Федор Григорьевич, Федор Иванович, Михаил Иванович и Авраам Иванович. Известны имена трех его праправнуков — Ивана Васильевича, Николая Михайловича и Алексея Михайловича. Все они были купцами 2-й гильдии.
А. С. Мескатинов в конце XVIII века открыл щетинную и салотопенную фабрики. В 1803 году на щетинной фабрике работало 8 крестьян Серпуховской округи Московской губернии. Ежегодный оборот фабрики составлял 2 тысячи рублей, приносил до 12 % дохода. Салотопенная фабрика при годовом обороте, который составлял 10 тысяч рублей, приносила не больше 30 % дохода. На ней был занят 31 работник. В 1830-х годах на фабрике Мескатиновых работало около 200 человек, сама фабрика выпускала до 19 тысяч пудов щетины в год. Это приносило 1,3 миллиона рублей. Мескатиновы в Туле изготовляли продукцию, объем которой составлял десятую часть всего экспорта этого товара в другие государства. Другую продукцию, производства салотопного завода — реализовывали через собственный торговый дом в Туле. Каждый пуд щетины в среднем стоил 70 рублей.
В книге 1841 года сказано, что предпринимателей, у которых были щетинные фабрики в Туле, было намного меньше, чем владельцев самоварных фабрик, но зато выручки у них намного больше.
Федор Иванович Мескатинов (род. в 1825 году) был купцом первой гильдии и промышленником. В 1869 году у него появилась своя щетинная фабрика, а в 1870 году он уже участвовал в Санкт-Петербургской мануфактурной выставке. Там он был награжден бронзовой медалью за то качество щетины, которую он изготавливал. О его продукции говорили как о такой, которая заслуживает наибольшего внимания.
В 1878 году продукция, которую он изготавливал на своей фабрике, демонстрировалась на Всемирной парижской выставке.
В 1883 году Григорий Васильевич Мескатинов и Иван Васильевич Мескатинов становятся потомственными почётными гражданами. И. В. Мескатинов в своем духовном завещании говорил о нежелании раздела капитала между несколькими наследниками и желал, чтобы все имущество отходило одному человеку.
В 1895 году Мескатиновы продали новостройки на улице Воронежской городу за 20 тысяч рублей.
Усадьба купцов Мескатиновых сохранилась до XXI века. Сейчас по улице Обороной, 51 и Обороной, 56, расположен Центральный госпиталь ВДВ. Сохранилось два особняка Мескатиновых на улице Оборонной, 69 и Оборонной,90/Алексеева,4.
Мескатиновы занимались благотворительностью в Туле, делали пожертвования на строительство храмов и церквей. Они внесли деньги на строительство Богоявленского собора Тульского кремля. Они также жертвовали деньги на строительство церкви Дмитрия Солунского, которая расположена по адресу: улица Староникитская, 62.